# Adenia refracta
Adenia refracta är en passionsblomsväxtart som beskrevs av Schinz. Adenia refracta ingår i släktet Adenia och familjen passionsblomsväxter. Inga underarter finns listade i Catalogue of Life.